# Ringside Seat
Ringside Seat est un jeu vidéo de simulation de boxe créé par Carl Saracini et publié par Strategic Simulations en 1983 sur Apple II et Commodore 64. Le joueur y incarne un entraineur qui conseil son boxeur pendant un combat. Au début de chaque round, il doit ainsi lui expliquer quelle stratégie adoptée. Le boxeur applique ensuite cette stratégie pendant les trois minutes du round. Un affichage graphique permet au joueur d’observer le combat et ainsi de voir son boxeur attaquer, défendre et lever les bras en cas de victoire. Pendant le combat, des informations sur la condition physique des deux boxeurs sont affichés à droite de l’écran. Le jeu permet de créer ses propres boxeurs en définissant son niveau dans 27 catégories et attributs différents.

## Système de jeu
Ringside Seat est une simulation de boxe dans laquelle le joueur incarne un entraineur qui conseil son boxeur pendant un combat. Avant le début de chaque round, le joueur définit à l’aide du clavier la stratégie que doit employer son boxeur pendant ce round, parmi les sept proposées dans le jeu : combattre les pieds à plat, se protéger, charger, se coller et bouger, rester à distance, tenter le KO ou protéger une coupure. Pendant les trois minutes du round, le boxeur applique scrupuleusement cette stratégie et le joueur ne peut plus que lui conseiller de se protéger lorsqu’il risque d’être mis KO.
Le joueur observe le combat en vue de côté et peut ainsi voir la tête de son boxeur partir en arrière lorsqu’il est touché par un jab, le voir se plier en deux lorsqu’il prend un coup dans le ventre, le voir tomber au sol en cas de KO ou le voir lever les bras en cas de victoire. À droite et à gauche de l’écran sont affichés le statut et la condition physique des deux combattants. Au fur et à mesure du combat, le joueur peut ainsi observer les blessures infligés aux boxeurs, comme les  coupures, les balafres, les yeux gonflés, les lèvres fendues ou les saignements de nez. Une représentation de son boxeur permet au joueur de surveiller d’éventuelles coupures et ainsi éviter un KO technique. Les coupures y sont initialement affichées en rouge sur un fond blanc. Lorsque la blessure s’aggrave, le fond devient bleu, et si l’entraineur parvient à la soigner à la pause, le fond devient noir. Sur le même écran est indiqué combien de fois le boxeur a été mis à terre, pendant ce round et sur l’ensemble du combat. En bas de l’écran sont affichés des commentaires sur le déroulement du combat qui détaillent les coups portés par les boxeurs et leur efficacité.
Le jeu propose une liste de boxeurs historique et permet également de créer ses propres combattants. Chaque boxeur est évalué dans 27 catégories  et attributs différents.

## Développement et publication
Ringside Seat est développé par Carl et Anthony Saracini. Carl Saracini, qui connait personnellement le boxeur Larry Holmes, commence à s’intéresser à la boxe lorsque ce dernier commence sa carrière. Pour concevoir le jeu, il parcourt de vieux magazine de boxe et en tire les éléments qu’il juge intéressant pour les intégré dans son programme. Le jeu ne bénéficie au départ pas de graphismes mais ils trouvent finalement le moyen d’en ajouter en divisant le programme en deux modules séparés. Le jeu est publié par Strategic Simulations en juillet 1983,. Le programme est fourni sur une disquette double face, l’une contenant la version Apple II, l’autre la version Commodore 64.

## Accueil
À sa sortie, Ringside Seat est plutôt bien accueilli par la presse spécialisée. Le journaliste Arnie Katz du magazine Ahoy! s’attarde principalement sur ses graphismes en expliquant que si la représentation des boxeurs dans le jeu est trop petite et manque de détails, ce qui rend parfois difficile de savoir qui a porté un coup, ceux-ci sont bien animé. Il ajoute que les dessins ressemblent à ceux de Lode Runner ou de Choplifter et conclut que malgré ses défauts, le jeu est plutôt bon. Le journaliste Dave Long, du magazine Computer Gaming World est plus positif et explique que le jeu devrait « convaincre même les joueurs retissant ». Jeff Seiken, du magazine Commodore Power Play, est en revanche très critique. Il juge en effet que si le jeu est facile à comprendre, il ne laisse pas assez de chose à faire au joueur. Il explique en effet qu’à chaque round, prendre une décision ne nécessite qu’une dizaine de secondes et qu’ensuite, le joueur doit se contenter de regarder le combat. Il ajoute ensuite que même le choix de la stratégie à adopter  ne nécessite que peu d’effort, car deux ou trois des sept disponible se révèle bien meilleurs que les autres. Il conclut en affirmant que l’intérêt d’une simulation est de permettre au joueur d’être plus qu’un spectateur et que si Ringside Seat transporte le joueur dans le coin d’un ring, il ne fait en revanche pas grand-chose de plus.  Pour Rick Teverbaugh du magazine Electronic Games, le jeu est au contraire un « vrai régal ». Il estime en effet que tous les fans de sports devraient y trouver leur compte grâce notamment à un système de personnalisation des boxeurs « facile à prendre en main ». Pour lui, le seul défaut, mineur, du jeu réside dans l’absence d’une option permettant d’imprimer les résultats d’un combat ou les statistiques d’un boxeur. Plus globalement, il conclut qu’en permettant au joueur de suivre les plus grands matches de boxe de l’histoire du point de vue d’un entraineur, le jeu se révèle déjà une bonne affaire malgré son prix. Le jeu est également salué par le magazine Softalk dont le journaliste explique qu’il parvient à transposer sur ordinateur « l’excitation et l’émotion de la boxe professionnelle ». Celui-ci ajoute que son option la plus intéressante réside dans la possibilité de faire combattre des boxeurs de différentes époques afin de déterminer une fois pour toutes qui est le meilleur. Plus globalement, il juge son système de jeu remarquablement simple, facile à maitriser et réaliste et conclut qu’il constitue une simulation sophistiqué, rapide et profondément addictive.